# Infiltração

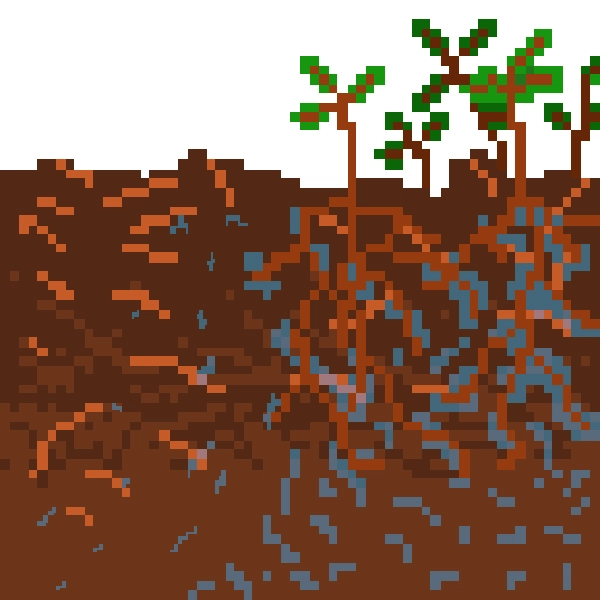
Representação da infiltração de água no solo e sua relação com a cobertura vegetal.

Infiltração é o processo pelo qual um líquido transpassa os interstícios de corpos sólidos, notadamente a água atravessa a superfície do solo.
Uma gota de chuva pode ser interceptada pela vegetação ou cair diretamente sobre o solo. A quantidade de água interceptada somente pode ser avaliada indiretamente e é normalmente pequena em relação a precipitação total.
A água que atinge o solo poderá evaporar, penetrar no solo ou escoar superficialmente. A quantidade evaporada durante as chuvas intensas é desprezível em relação ao total precipitado.
A água infiltrada sofrerá a ação de capilaridade e será retida nas camadas superiores do solo se esta prevalecer sobre a força da gravidade. A medida que o solo se umedece a força da gravidade passa a prevalecer e a água percola em direção às camadas mais profundas. O conhecimento deste processo é essencial para o dimensionamento de projetos de irrigação e será visto em maiores detalhes em outra seção deste texto.
Os principais fatores que influem no processo de infiltração no solo são:
- Depressões - a existência de depressões provoca a retenção da água diminuindo a quantidade de escoamento superficial direto. A água retida infiltra no solo ou evapora.
- Geologia - a granulometria do solo condiciona a sua permeabilidade. Quanto menor a profundidade do solo, menor será a infiltração.
- Ocupação do solo - os processos de urbanização e devastação da vegetação diminuem drasticamente a quantidade de água infiltrada ocorrendo o contrário com a aplicação de técnicas adequadas de terraceamento e manejo do solo.
- Topografia - declives acentuados favorecem o escoamento superficial direto diminuindo a oportunidade de infiltração.
- Umidade do solo - quanto mais saturado estiver o solo, menor será a infiltração.

## Métodos para determinação da capacidade de infiltração
- Infiltrômetros

Os infiltrômetros são aparelhos para determinação direta da capacidade de infiltração do solo. Consistem de tubos ou qualquer outro limite projetado para isolar uma seção do solo. Geralmente são formados por dois cilindros concêntricos. A razão da existência do cilindro externo é prover a quantidade de água necessária ao umedecimento lateral, atenuando o efeito da dispersão da água no tubo interno.
A água é adicionada nos dois compartimentos, sendo mantida, continuamente, uma lâmina d'água de 5MM em ambos. A taxa com que a água infiltra é medida no cilindro interno.
Tal aparelho é resumidamente para calcular a capacidade da água de se infiltrar no solo.